# فرد ك. جيلكريست
فرد ك. جيلكريست (بالإنجليزية: Fred C. Gilchrist)‏ هو محامي وسياسي أمريكي، ولد في 2 يونيو 1868، وتوفي في 10 مارس 1950. حزبياً، نشط في الحزب الجمهوري. وقد انتخب عضو مجلس ولاية آيوا وانتخب عضو مجلس نواب ولاية ايوا وانتخب عضو مجلس النواب الأمريكي.